# Мендеш, Нуну (футболист, 2002)
Ну́ну Алеша́ндре Тава́риш Ме́ндеш (порт. Nuno Alexandre Tavares Mendes, португальское произношение: [ˈnunu ˈmẽdɨʃ]; род. 19 июня 2002, Синтра) — португальский футболист, левый защитник клуба «Пари Сен-Жермен» и сборной Португалии. Участник чемпионата мира 2022 и чемпионата Европы 2024.

## Клубная карьера
Воспитанник академии лиссабонского «Спортинга».
В основном составе «Спортинга» дебютировал 12 июня 2020 года в матче португальской Примейра-лиги, выйдя на замену в матче против «Пасуш де Феррейра». 18 июня 2020 года впервые вышел в стартовом составе «Спортинга» в матче против «Тонделы».
31 августа 2021 года перешёл во французский клуб «Пари Сен-Жермен» на правах аренды до конца сезона 2021/22 с опцией выкупа контракта за 40 млн евро. 31 мая 2022 года французский клуб активировал опцию выкупа контракта португальца в размере 38 млн евро. Мендеш подписал с парижским клубом четырёхлетний контракт.

## Карьера в сборной
Выступал за сборные Португалии до 16, до 17, до 18 и до 19 лет.
16 марта 2021 года впервые получил вызов в сборную Португалии главным тренером Фернанду Сантушем для участия в матчах отборочного турнира к чемпионату мира 2022 года против сборных Азербайджана, Сербии и Люксембурга. 24 марта 2021 года в возрасте 18-ти лет дебютировал в сборной Португалии в домашнем матче первого тура отборочного турнира чемпионата мира 2022 против сборной Азербайджана (1:0), выйдя в стартовом составе и проведя на поле все 90 минут.
8 июня 2025 года забил свой первый гол за сборную Португалии в финале Лиги наций УЕФА 2024/25 против сборной Испании, был признан лучшим игроком матча и завоевал свой первый трофей со сборной.

## Статистика
По состоянию на 25 апреля 2025 года
| Выступление         | Выступление      | Выступление      | Чемпионат | Чемпионат | Кубки | Кубки | Еврокубки | Еврокубки | Итого | Итого |
| Клуб                | Лига             | Сезон            | Игры      | Голы      | Игры  | Голы  | Игры      | Голы      | Игры  | Голы  |
| ------------------- | ---------------- | ---------------- | --------- | --------- | ----- | ----- | --------- | --------- | ----- | ----- |
| Спортинг (Лиссабон) | Примейра         | 2019/20          | 9         | 0         | 0     | 0     | 0         | 0         | 9     | 0     |
| Спортинг (Лиссабон) | Примейра         | 2020/21          | 29        | 1         | 4     | 0     | 2         | 0         | 35    | 1     |
| Спортинг (Лиссабон) | Примейра         | 2021/22          | 2         | 0         | 1     | 0     | 0         | 0         | 3     | 0     |
| Спортинг (Лиссабон) | Итого            | Итого            | 40        | 1         | 5     | 0     | 2         | 0         | 47    | 1     |
| Пари Сен-Жермен     | Лига 1           | 2021/22          | 27        | 0         | 2     | 0     | 8         | 0         | 37    | 0     |
| Пари Сен-Жермен     | Лига 1           | 2022/23          | 23        | 1         | 3     | 0     | 6         | 1         | 32    | 2     |
| Пари Сен-Жермен     | Лига 1           | 2023/24          | 6         | 1         | 3     | 0     | 5         | 0         | 14    | 1     |
| Пари Сен-Жермен     | Лига 1           | 2024/25          | 23        | 2         | 5     | 0     | 13        | 4         | 41    | 6     |
| Пари Сен-Жермен     | Итого            | Итого            | 79        | 4         | 13    | 0     | 32        | 5         | 124   | 9     |
| Всего за карьеру    | Всего за карьеру | Всего за карьеру | 119       | 5         | 18    | 0     | 34        | 5         | 171   | 10    |

## Достижения

### Командные
«Спортинг»
- Чемпион Португалии: 2020/21
- Обладатель Кубка португальской лиги: 2020/21
- Обладатель Суперкубка Португалии: 2021

«Пари Сен-Жермен»
- Чемпион Франции (4): 2021/22, 2022/23, 2023/24, 2024/25
- Обладатель Кубка Франции (2): 2023/24, 2024/25
- Обладатель Суперкубка Франции (2): 2022, 2024
- Победитель Лиги чемпионов УЕФА: 2024/25
- Обладатель Суперкубка УЕФА: 2025

Сборная Португалии
- Победитель Лиги наций УЕФА: 2024/25

### Личные
- Молодой игрок года во Франции по версии НСПФ: 2023
- Член «команды года» Примейра-лиги: 2020/21[9]
- Член «команды года» Лиги 1 (2): 2021/22[10], 2022/23[11]
- Член символической сборной Лиги чемпионов УЕФА: 2024/25[12]